# MicroBee
MicroBee (Micro Bee, microbee) — серия сетевых домашних компьютеров от Applied Technology (впоследствии ставшей MicroBee Systems Limited).

## История
Оригинальный компьютер был разработан в Австралии командой, в которую входили Оуэн Хилл и Мэтью Старр. Наиболее отличительными чертами являются настраиваемый пользователем видеодисплей, который может имитировать дисплеи других компьютеров и устройств, включая TRS-80, Sorcerer и Sol-20, Super-80, Amstrad CPC 464, а также некоторые ранние аркадные автоматы. Энергонезависимая оперативная память с батарейным питанием и небольшой размер, позволяющие выключать, транспортировать и снова включать питание и возобновлять действия в загруженной в данный момент программе или документе.